# 萨尔扎-伊尔皮纳
萨尔扎-伊尔皮纳（義大利語：Salza Irpina），是意大利阿韦利诺省的一个市镇。总面积4平方公里，人口779人，人口密度194.8人/平方公里（2009年）。ISTAT代码为064081。